# Comté de Collier
Pour les articles homonymes, voir Collier (homonymie).
Le comté de Collier (en anglais : Collier County) est un comté situé dans l'État de Floride, aux États-Unis. Sa population était de 375 752 habitants en 2020. Son siège est East Naples. Le comté a été fondé en 1923 et doit son nom à Barron Collier, promoteur immobilier.

## Comtés adjacents
| Comté de Lee | Comté de Hendry  |                     |
|              | comté de Collier | Comté de Broward    |
|              | Comté de Monroe  | Comté de Miami-Dade |

## Principales villes
- Everglades City
- Marco Island
- Naples
- Chokoloskee

## Démographie
| Groupe                           | Comté de Collier | Floride | États-Unis |
| -------------------------------- | ---------------- | ------- | ---------- |
| Blancs                           | 83,9             | 75,0    | 72,4       |
| Afro-Américains                  | 6,6              | 16,0    | 12,6       |
| Autres                           | 6,2              | 3,7     | 6,4        |
| Métis                            | 1,9              | 2,5     | 2,9        |
| Asiatiques                       | 1,1              | 2,4     | 4,8        |
| Amérindiens                      | 0,4              | 0,4     | 0,9        |
| Total                            | 100              | 100     | 100        |
|                                  |                  |         |            |
| Hispaniques et Latino-Américains | 25,9             | 22,5    | 16,7       |

| 1930  | 1940  | 1950  | 1960   | 1970   | 1980   |
| ----- | ----- | ----- | ------ | ------ | ------ |
| 2 883 | 5 102 | 6 488 | 15 753 | 38 040 | 85 971 |

| 1990    | 2000    | 2010    | - | - | - |
| ------- | ------- | ------- | - | - | - |
| 152 099 | 251 377 | 321 520 | - | - | - |